# Paul Ducuing
Pour les articles homonymes, voir Ducuing.
Paul Ducuing, né le 1er mars 1867 à Lannemezan et mort le 9 mars 1949 à Toulouse, est un sculpteur français.

## Biographie
Fils d'agriculteurs, Paul Ducuing entre en 1886 à l'École des beaux-arts de Toulouse dans les ateliers d'Alexandre Laporte (1850-1904) et Henri  Maurette (1834-1898). Boursier de la Ville de Toulouse, il entre à l'École des beaux-arts de Paris dans les ateliers des sculpteurs Alexandre Falguière et Antonin Mercié. Après avoir eu de nombreuses commandes officielles, pour lesquelles il obtient des récompenses, il devient directeur des travaux de biscuits à la Manufacture de Sèvres de 1919 à 1927.
Sociétaire du Salon des artistes français, il y expose dès 1888 et y obtient une médaille de 2e classe en 1901 et une médaille de 1re classe en 1906, année où il passe en hors-concours.
Le 8 juin 1922 à Paris, il épouse la comtesse Françoise de Simard de Pitray, petite-fille de la comtesse de Ségur et veuve d'Antonin Mercié, sculpteur avec lequel elle avait eu un enfant.
Il est principalement connu pour ses monuments commémoratifs et officiels dans la région Midi-Pyrénées et dans le sud de la France.
Son ami Albert Sarraut le soutient auprès du ministère des Colonies pour effectuer une mission afin d'achever d'importantes commandes en Indochine, Annam, Cambodge, pays qu'il traverse de décembre 1921 à décembre 1924, après avoir obtenu un congé de la Manufacture de Sèvres[réf. nécessaire].

## Œuvres dans les collections publiques
Belgique
- Tournai : Groupe de vieillards, groupe en bronze.

Cambodge
- Phnom-Penh
  - Palais royal : Statue du roi Sisowath.
  - Monument aux morts de Phnom Penh

France
- Les Andelys :
  - Monument à Blanchard, 1911, bronze[4].
  - Buste d'Adolphe Sellenick, 1907, bronze. Fondu sous le régime de Vichy, dans le cadre de la mobilisation des métaux non ferreux.
- Carcassonne : 
  - square André Chénier : Monument à Omer Sarraut, 1905, groupe en bronze, les statues de la femme et de l'enfant ont été envoyées à la fonte sous le régime de Vichy, dans le cadre de la mobilisation des métaux non ferreux[5],[6].
  - square Gambetta : Monument au poète Achille Mir, 1908, bronze, envoyé à la fonte sous le régime de Vichy, dans le cadre de la mobilisation des métaux non ferreux[7].
  - square du Pardo : Monument à Joseph Poux, 1938, médaillon en bronze[8].
- Carmaux : Monument à Jean Jaurès, 1938, buste en bronze[9].
- Castelsarrasin : Monument aux morts de Castelsarrasin.
- Hendaye : Monument aux morts d'Hendaye, bronze[10].
- Lannemezan, rue Principale : Druidesse, 1910, statue colossale en bronze, envoyée à la fonte en 1943, dans le cadre de la mobilisation des métaux non ferreux[11].
- Leucate, Monument à Françoise de Cezelli.
- Lézignan-Corbières : La surprise dite La Capounado, commandée en 1905 et livrée en 1911, groupe en bronze[12],[13]. Envoyé à la fonte sous le régime de Vichy, dans le cadre de la mobilisation des métaux non ferreux. Il est remplacé en 2013 par un groupe sur le même thème par Arthur Saura[14],[15].
- Pau :
  - parc Beaumont : Monument au chanteur Jéliotte, 1901, envoyé à la fonte sous le régime de Vichy, dans le cadre de la mobilisation des métaux non ferreux[16].
  - Palais Sorrento : Les Quatre Saisons, cariatides, inscrit aux monuments historiques.
- Puyvalador : Buste de Joachim Estrade, 1938, bronze. Réalisé à la demande de la Société méridionale de transport de force, en hommage à son président, constructeur du barrage. Le monument est inauguré le 9 juillet 1938 par Albert Sarraut, président du conseil général de l'Aude et ministre de l'Intérieur. Une épreuve en plâtre du même buste, propriété de la Société d'études scientifiques de l'Aude, est déposée depuis 2022 aux Archives départementales à Carcassonne.
- Saint-Gaudens : Monument aux morts, 1923 [17].
- Saint-Jean-Pied-de-Port :
  - Monument à Michel Renaud, bronze.
  - Monument à Charles Floquet, 1911, bronze, envoyé à la fonte sous le régime de Vichy, dans le cadre de la mobilisation des métaux non ferreux[18].
- Saint-Juéry : Monument à Jean Jaurès, 1922, statue en bronze[19].
- Suresnes, cité-jardin, place Jean-Jaurès : Monument à Jean Jaurès, 1929, statue en bronze, réplique du monument de Saint-Juéry[20].
- Toulouse : 
  - Monument à Clémence Isaure, dit aussi à la Gloire de Toulouse, 1923, bronze, envoyé à la fonte sous le régime de Vichy, dans le cadre de la mobilisation des métaux non ferreux[21].
  - Monument à Auguste Fourès, 1899, œuvre disparue[22].
  - Buste de Jean Jaurès, Grand escalier du Capitole de Toulouse
- Valence : Monument aux morts de Valence.

Sénégal
- Dakar, place des Tirailleurs africains : Monument aux morts Demba et Dupont, 1923, groupe en bronze[23].

Viêt Nam
- Hué : tombeau de Khải Định : Sa Majesté Khải Định, statue.

Œuvres de Paul Ducuing
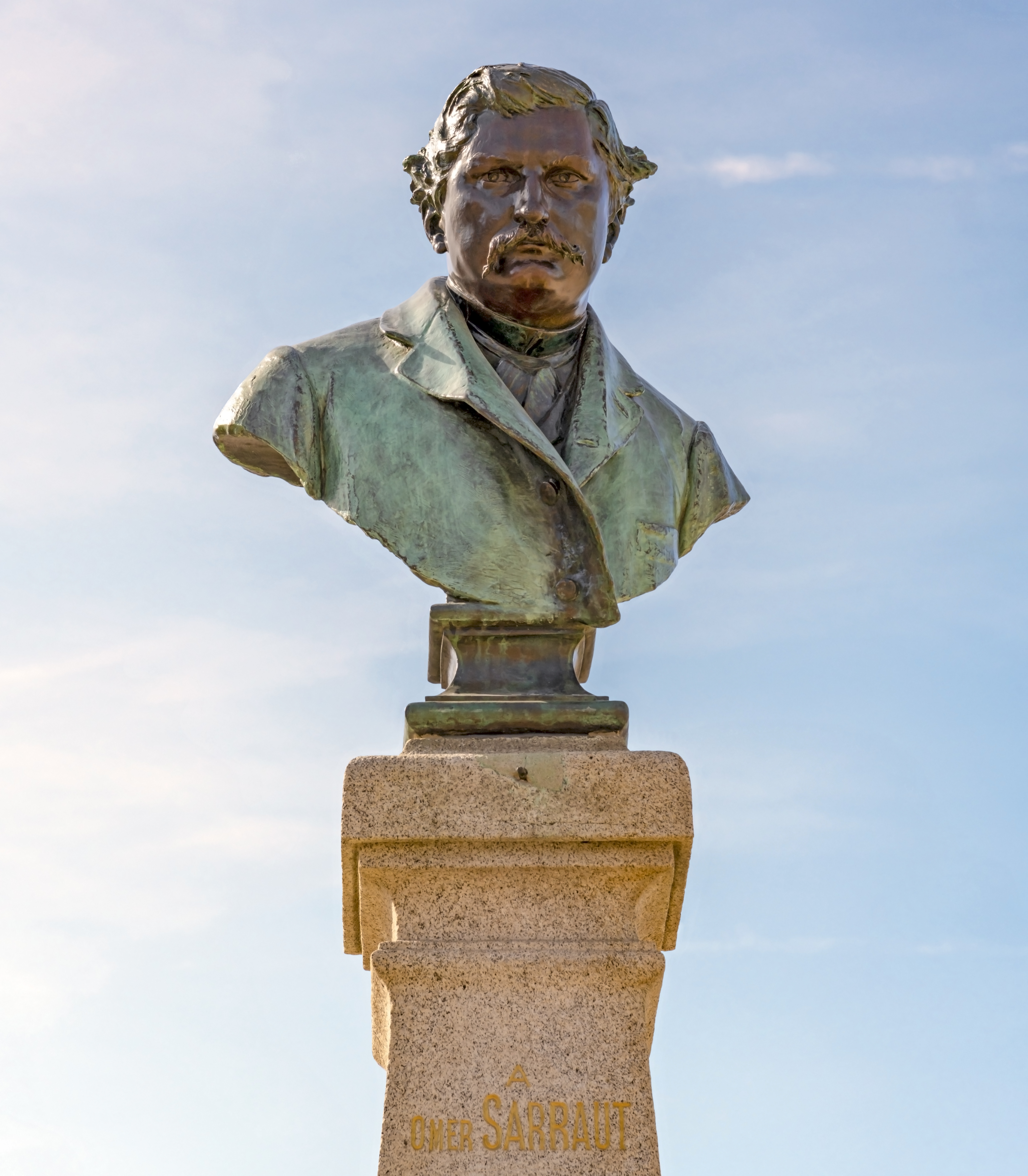
Monument à Omer Sarraut (1905, détail), Carcassonne, square André Chénier.
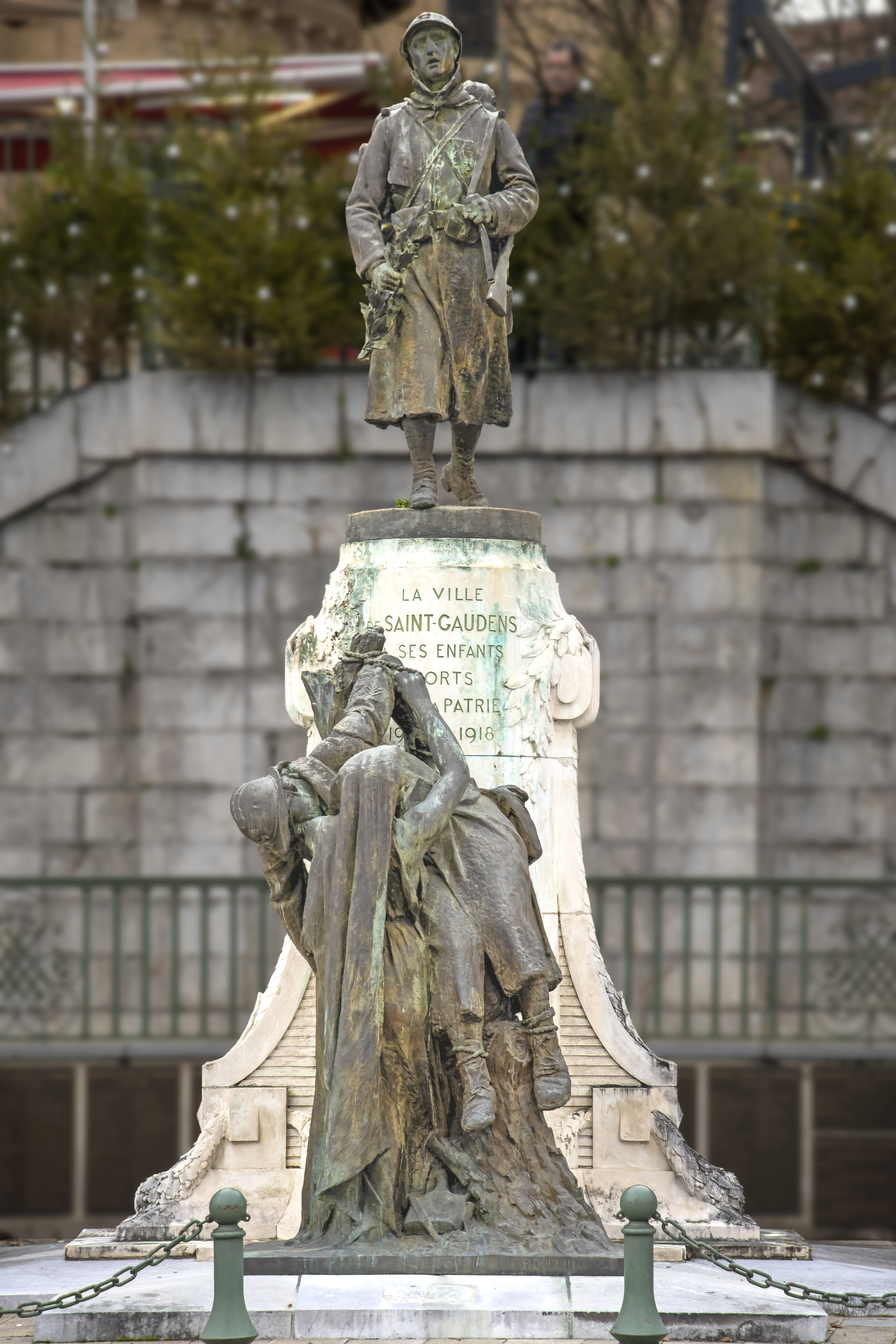
Monument aux morts de Saint-Gaudens (1923)
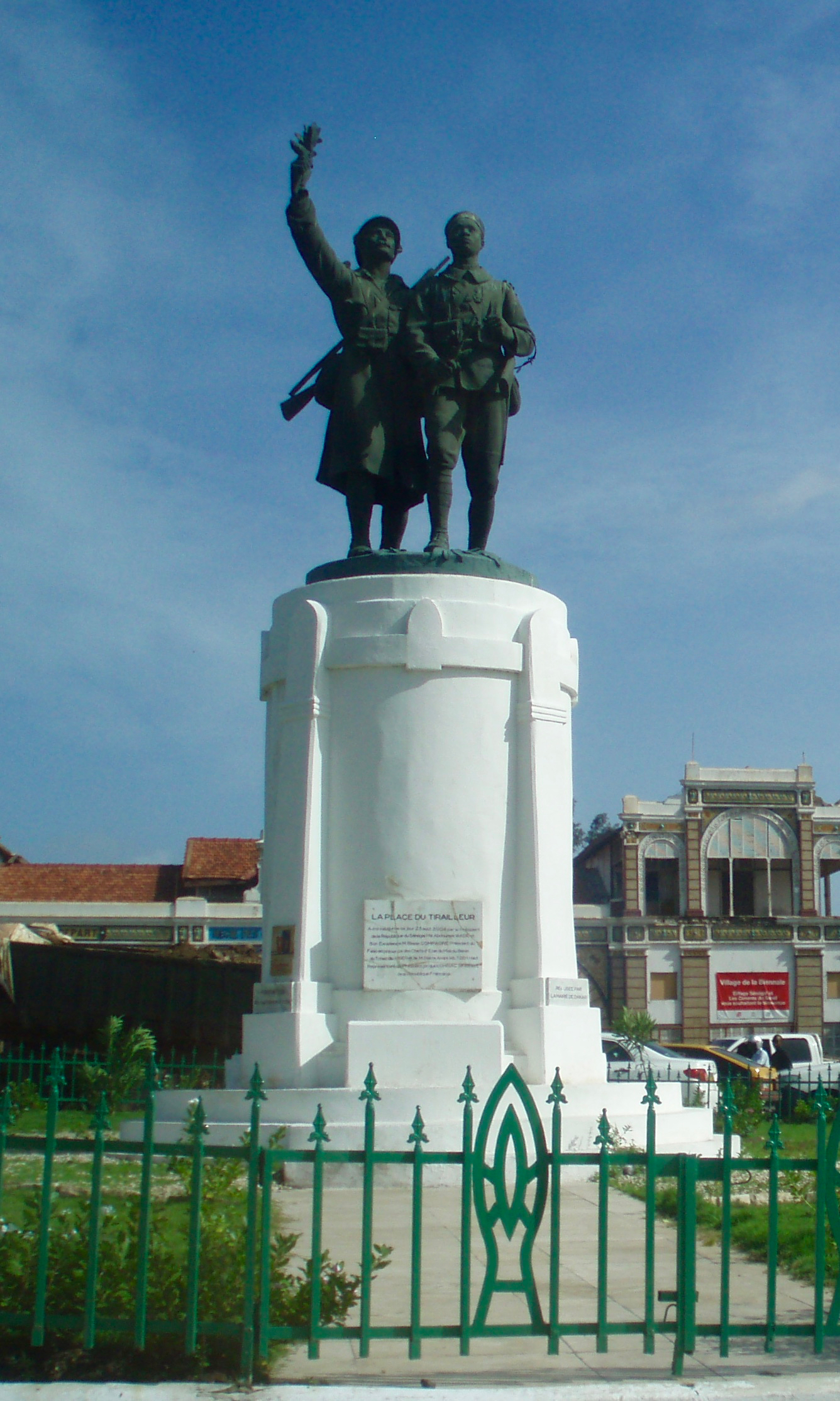
Monument aux morts Demba et Dupont (1923), Dakar, place des Tirailleurs africains.
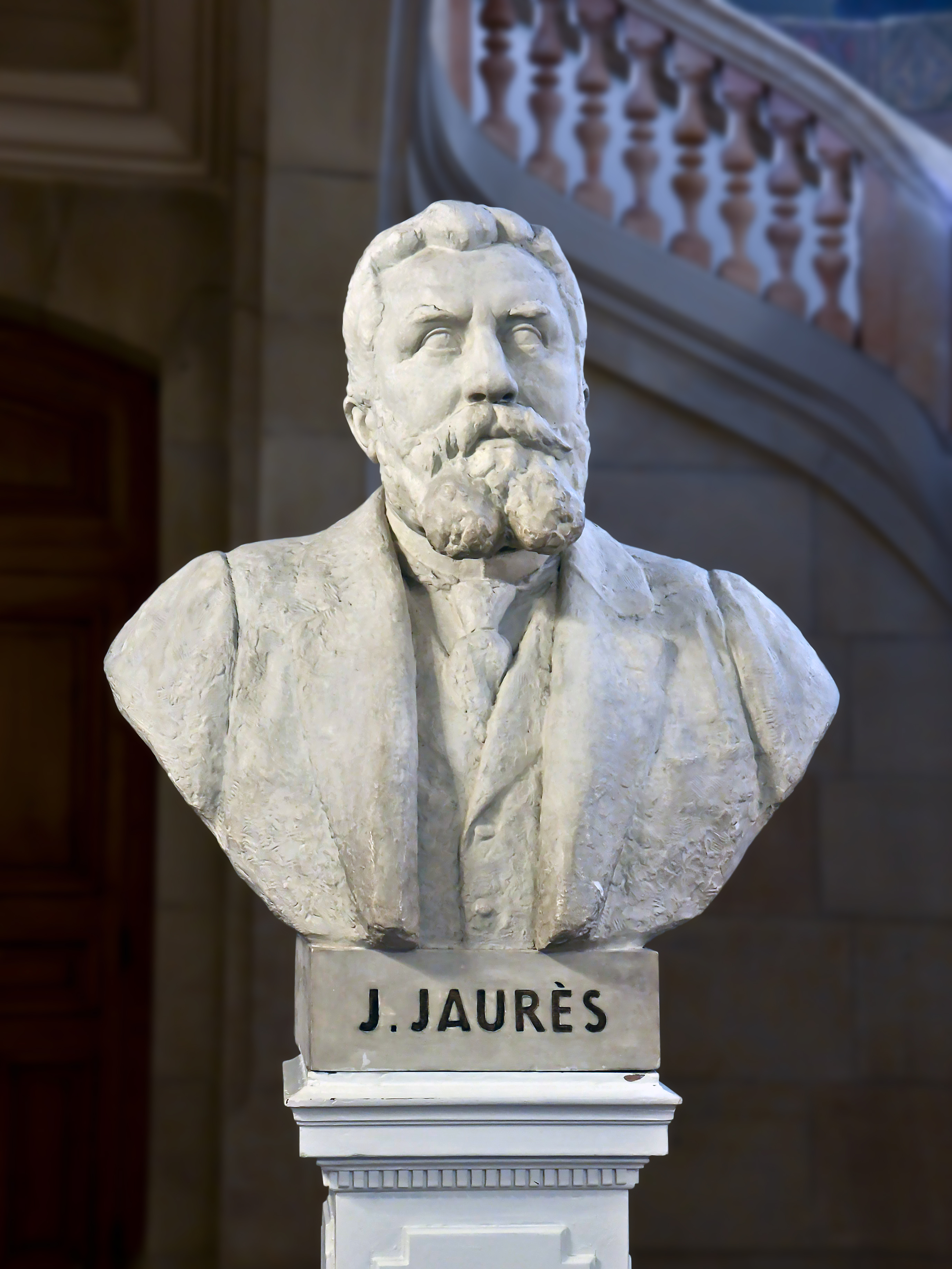
Jean Jaurès, Capitole de Toulouse

## Éditions de laManufacture de Sèvres
- Poilu au cantonnement[24]
- Poilu au poste d'écoute[24]
- Poilu terrassier[24]
- Poilu retour de tranchées[24]
- Soldat anglais[24]
- Soldat américain[24]
- Amphitrite[24]
- Daphné[24]
- Diane au lévrier[24]
- Deux sœurs[24]
- Premier aveu[24]
- Parfait accord[24]

## Récompenses et distinctions
- À l'école des beaux-arts de Toulouse :
  - 1886 : premier accessit  d'études d'après le modèle vivant ;
  - 1887 : premier accessit de composition, prix ministériel.
  - 1888 :
    - 2e prix ex æquo de dessin d'après l'antique ;
    - 2e prix d'étude d'après le modèle vivant, ronde-bosse ;
    - premier prix ex æquo pour le petit prix de sculpture de seconde année.
- 1889 : grand prix municipal  de Toulouse, ex æquo.
- À l'École des beaux-arts de Paris :
  - 1891 : 3e médaille de figures dessinées d'après nature ; 2e médaille de figure dessinée d'après l'antique.
- Au Salon :
  - 1901 : médaille de première classe ;
  - 1939 : médaille d'or pour le Monument à Pierre Pasquier[25].
- Chevalier de la Légion d'honneur en 1906.